# Gátlástalan örökösök
A Gátlástalan örökösök (eredeti cím: The Estate) 2022-es angol-amerikai fekete komédiafilm, amelyet Dean Craig írt és rendezett. A főbb szerepekben Toni Collette és Anna Faris látható.
A filmet 2022. november 4-én mutatta be a Signature Entertainment.

## Cselekmény
Macey és Savanna nővérek, akiknek kávézója a pénzügyi csőd szélén áll, és a bank nem hajlandó új hitelt adni nekik. Ebben a helyzetben anyjuktól, Diane-től megtudják, hogy gazdag és gyermektelen nagynénjük, Hilda rákos, és már nincs sok ideje hátra. Bár édesanyjuk és Hilda között ellentétek vannak, a testvérek mégis eljutnak Hilda 20 millió dollárra becsült birtokára, abban a reményben, hogy örökséget kapnak. Odaérve azonban rájönnek, unokatestvérüknek, Richardnak és Beatrice-nak, valamint annak férjének, Jamesnek ugyanez az ötlete.
Macey, Savanna, Dick és Beatrice megpróbálják egymást túlszárnyalni a kedveskedésben és Hilda hízelgésében, hogy megkaphassák az örökségét. Hilda egyik kívánsága; halála előtt még egyszer láthassa gyermekkori szerelmét, Billt. Maceynek és Savannának sikerül felkutatni Billt, és megszervezik a találkozót Hilda és Bill között. Billt elítélték exhibicionizmusért, de Hilda úgy véli, mindenki megérdemel egy második esélyt, és Hilda úgy dönt, feleségül megy Billhez. Ez azonban Hilda halála után a házastársára hagyná az örökségét. Ezért négyen úgy döntenek, megakadályozzák az esküvőt. Erre azonban csak néhány órájuk van.
Savannah azt javasolja, győzze meg Hildát arról, hogy Bill még mindig exhibicionista. Bill korábban említette, csak akkor mutatja meg magát, amikor részeg. Beatrice-nak sikerül leitatnia Billt, de hamarosan elalszik anélkül, hogy felfedné magát. Ezért Macey kiveszi Bill péniszét a nadrágjából, Hilda megtalálja Billt, és elkergeti birtokáról. A halálos ágyán Beatrice egy dokumentumot hoz Hildának, amit az aláír. Hilda temetése után az ügyvéd elárulja, a hagyaték értéke körülbelül 17,4 millió amerikai dollár. Azonban hatalmas adósságai voltak, így azok kifizetése után nem maradt vagyona. Hilda egy külön festményt is hagyott Maceyre. Otthon egy levél esik ki a képkeretből, amely szerint a festmény 4,3 millió amerikai dollárt ér.

## Szereplők
| Szerep     | Színész                | Magyar hang        |
| ---------- | ---------------------- | ------------------ |
| Macey      | Toni Collette          | Bertalan Ágnes     |
| Savannah   | Anna Faris             | Vadász Bea         |
| Richard    | David Duchovny         | Epres Attila       |
| Beatrice   | Rosemarie DeWitt       | Kisfalvi Krisztina |
| Hilda néni | Kathleen Turner        | Halász Aranka      |
| James      | Ron Livingston         | Görög László       |
| Ellen      | Keyla Monterroso Mejia | Kokas Piroska      |
| Bill       | Danny Vinson           | Harsányi Gábor     |

## A film készítése
A Signature és a Capstone 2021 decemberében jelentette be, hogy Dean Craig írja és rendezi a Gátlástalan örökösök című filmet, a főszerepeket pedig Toni Collette és Anna Faris fogja játszani. A következő hónapokban Kathleen Turner, Rosemarie DeWitt, Keyla Monterroso Mejia, David Duchovny és Ron Livingston csatlakozott a stábhoz.
A forgatás 2022 februárja és márciusa között zajlott New Orleansban.

## Megjelenés
A Signature 2022. november 4-én adta ki a filmet korlátozott számú mozikba. DVD-n 2023. január 10-én jelent meg.

## Fordítás
- Ez a szócikk részben vagy egészben  a   The Estate (2022 film) című angol Wikipédia-szócikk fordításán alapul.  Az eredeti cikk szerkesztőit annak laptörténete sorolja fel. Ez a jelzés csupán a megfogalmazás eredetét és a szerzői jogokat jelzi, nem szolgál a cikkben szereplő információk forrásmegjelöléseként.